# Sint-Christoffelkerk (Brugge)

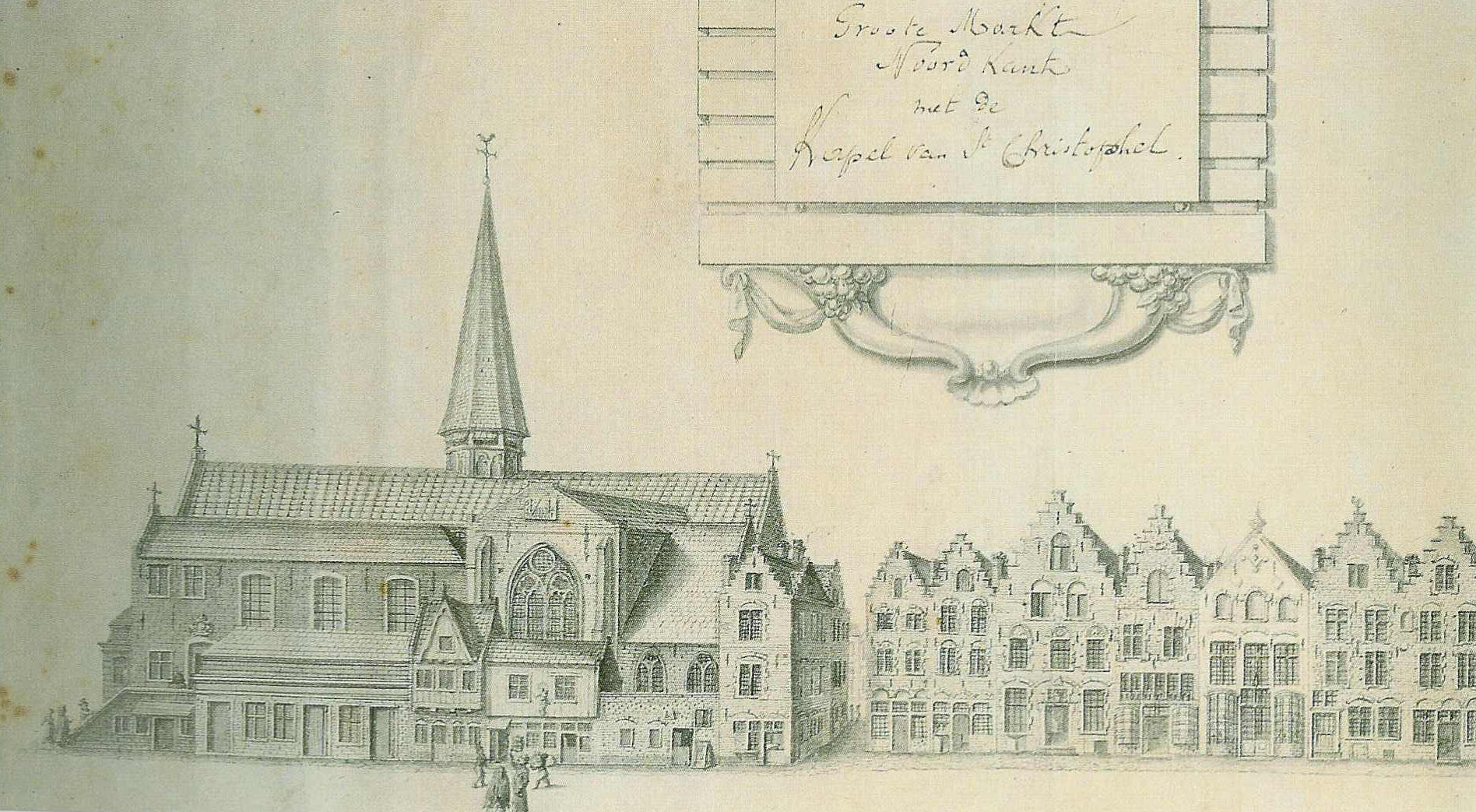
De Sint-Christoffelkerk.

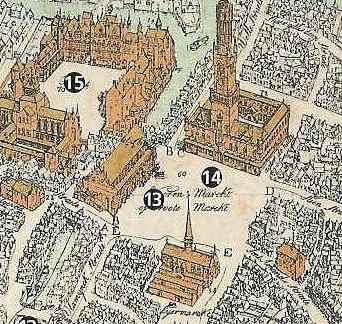
Situering op de Grote Markt.

De Sint-Christoffelkerk was een kerk in het centrum van de stad Brugge, eigendom van het kapittel van de kathedraal en hoofdzakelijk in gebruik door de gilde van de vrije visverkopers. Ze stond tussen de Grote Markt, de Eiermarkt en de Geernaartstraat.

## Geschiedenis
De Christoffelkerk werd al vermeld in 961, in de stichtingsoorkonde vanwege graaf Arnulf I van Vlaanderen (889-965) die de kapel schonk aan het kapittel van Sint-Donaas. Ze werd aanvankelijk vooral gebruikt door marktkramers en rondtrekkende kooplieden. Vandaar dat ze werd toegewijd aan de heilige Christoffel, beschermer en patroon van de reizigers. Het was een tamelijk grote kerk, die zich in de lengte uitstrekte van de straat leidende naar de Eiermarkt tot aan de Geernaartstraat. Ze was groot genoeg om er in 1127 de uitvaart te organiseren van Karel de Goede, die in de Sint-Donaaskerk was vermoord, waardoor de kerk ontwijd was, terwijl ook de Sint-Salvatorskerk, omwille van een recente brand, onbeschikbaar was.
De visverkopers werden de hoofdzakelijke gebruikers van de kerk. Die bleef de naam Christoffel behouden, hoewel de heilige Johannes de Doper de patroonheilige van de gilde van de visverkopers was. Ze hielden er hun religieuze bijeenkomsten en feestdagen en bewaarden er hun kunstwerken. 
Tegen de Christoffelkerk aan was de Sint-Joriskapel, ook genaamd Sint Joris ten Steeghere, gebouwd, omdat ze via een trap of steiger bereikbaar was. 
De Christoffelkerk werd op zijn hoofdaltaar gebruikt door de visverkopers. Elke dag werd er voor hen een gelezen mis opgedragen. Als er moest gezongen worden, klommen zangers op het doksaal en werd het orgel bespeeld. Twee zijaltaren werden gebruikt door de zuivelhandelaars ('caeskopers' en 'beutercopers') en door de kleermakers.
Zoals de meeste Brugse kerken leed de Christoffelkerk tijdens de godsdiensttroebelen van de zestiende eeuw en onder meer onder de Protestantse Republiek die in 1580 de kerken sloot en ontmantelde. Na herstelling werd ze in 1602 door bisschop Mathias Lambrecht herwijd.
In 1786 bleek dat al veel te lang geen herstel- en onderhoudswerken meer waren ondernomen, en de beide bouwvallige gebedshuizen werden gesloopt. Het gaf nog aanleiding tot betwistingen met het kapittel van de Sint-Donaaskathedraal, maar er bleek dat wel degelijk dit kapittel al sinds 961 eigenaar was van de kapel en de visverkopers alleen een gebruiksrecht hadden. In de plaats van de gesloopte kapellen werd een neoclassicistisch huizenblok gebouwd, waarvan een deel enkele decennia later de plaats moest ruimen voor huizen in neostijl. Achter die huizen bleef tot heden een muur van de vroegere Christoffelkapel overeind, als scheidingslijn met de huizen die op de Eiermarkt werden gebouwd. 
Enkele huizen verder, langs dezelfde Marktkant, bezaten de visverkopers de herberg In de gouden berrie- A la Civière d'or (oorspronkelijk De Drie Meunicken). Voor de deur plaatsten de vishandelaars hun kramen en verkochten er hun vis, tot ze in 1745 naar de huidige Vismarkt verhuisden en vervangen werden door de korenmarkt.

## Het retabel
Op 28 maart 1576, korte tijd voordat Brugge werd ingepalmd door de Gentse Protestantse Republiek, bestelde de Gilde van visverkopers bij Pieter Pourbus (1523-1584), een groot schilderij met als thema 'de wonderbare visvangst', die tot aan het einde van haar bestaan een van haar belangrijkste eigendommen was. Ondanks de troebele tijd kwam het schilderij tot stand en werd het door de visverkopers in ontvangst genomen en in de Christoffelkerk opgehangen. Dit schilderij wordt thans bewaard in de Koninklijke Musea in Brussel.
Het itinerarium tussen het begin- en het eindpunt van dit drieluik is niet duidelijk. Des te minder omdat lange tijd het schilderij werd toegeschreven aan een nogal onbekende Antwerpse schilder Jan van der Elburch en werd verzekerd dat het was uitgevoerd voor de Antwerpse gilde van visverkopers. Professor Paul Philippot (1925-2016) heeft onomstotelijk aangetoond dat het schilderij tot in de details beantwoordt aan de voorwaarden die werden gesteld in het contract tussen de Brugse gilde van de visverkopers en Pieter Pourbus en dat anderzijds de uitvoering de stijlkenmerken vertoont van Pieter Pourbus en voor sommige onderdelen, van zijn zoon Frans Pourbus (I), die trouwens ook in het contract vermeld werd.
Dit contract is bewaard gebleven. De iconografie op het schilderij beantwoordt volledig aan de stipulaties in het contract. De vijf bestuursleden van de gilde die het contract met de schilder ondertekenden, staan volgens de afgesproken voorwaarden op het schilderij afgebeeld.

### Over het retabel
- J. GAILLARD, De ambachten en neringen van Brugge, Brugge, 1854, blz 105-106, (over de kapel) 144-145.
- Leo VAN PUYVELDE, Het altaarstuk van het ambacht van de visverkopers te Antwerpen, in: Bulletin van de Koninklijke Musea voor Schone Kunsten van België, Brussel, 1963.
- Paul PHILIPPOT, La Retable des poissonniers des Musées Royaux, oeuvre de P. Pourbus, in: Bulletin van de Koninklijke Musea voor Schone Kunsten van België, Brussel, 1973.
- Paul HUVENNE, Pieter Pourbus meester-schilder 1524-1584, Brugge -Brussel, 1984.